# Blauenberg
Der Blauenberg (franz.: Blochmont) ist ein mehr als zwei Kilometer langer Gebirgsgrat im französischen Jura. 
Er bildet die Gemeindegrenze zwischen Kiffis und Lutter. Der höchste Punkt befindet sich am westlichen Ende auf 680 m. Über den Gebirgsgrat führt der Blochmont-Pass.